# Ticket Serviços
A Ticket Serviços S.A. é uma empresa parte do grupo Edenred, presente no Brasil desde 1976, sendo parceira do Programa de Alimentação do Trabalhador. Com os anos, a empresa ampliou seu leque de atuação, com o lançamento de produtos e serviços como o Ticket Restaurante, Ticket Alimentação, Ticket Car, Ticket Transporte, Ticket Cultura e soluções pré-pagas.  

## História
As atividades da Ticket no Brasil se iniciaram no dia 03 de maio de 1976, quando a empresa introduziu no país o conceito europeu do Ticket Restaurante, convênio para a aquisição de refeições em horário comercial. O produto abriu oportunidades para restaurantes de pequeno e médio porte e para outras empresas fornecedoras do benefício-refeição. A Ticket também foi a primeira parceira do Programa de Alimentação do Trabalhador, criado pelo governo também em 1976 . Nos anos seguintes a empresa lançou novos produtos e serviços, como o Ticket Alimentação, o Ticket Transporte, o Ticket Combustível, percursor do Ticket Car, o Ticket Cultura, o Presente Perfeito e o Duo Card. 
A empresa faz parte do Grupo Edenred, líder mundial  do setor de serviços pré-pagos para empresas. O grupo concebe e desenvolve soluções que melhoram a performance corporativa e aumentam o poder aquisitivo da população. 
Os serviços e produtos oferecidos pelo Grupo Edenred garantem que as verbas concedidas pelas empresas sejam destinadas a um uso específico e permitem gerenciar benefícios ao trabalhador (Ticket Restaurante, Ticket Alimentação, Ticket CESU, Childcare Vouchers etc.), gestão de despesas (Ticket Car, Ticket Cleanway, Repom etc.) e incentivos e recompensas (Presente Perfeito, Duo Card, Ticket Compliments, Ticket Kardéos etc.).

### Principais Acontecimentos
- 1962 - Jacques Borel lança o Ticket Restaurante na França.
- 14 de abril de 1976 - Criado no Brasil o Programa de Alimentação do Trabalhador.[5]
- 23 de abril de 1976 - Ticket chega ao Brasil e lança o Ticket Restaurante.
- 03 de maio de 1976 - Ticket inicia as atividades no Brasil.[6]
- 1983 - Nasce o Grupo Accor, resultado da fusão do Novotel e da Jacques Brasil Internacional (no Brasil, representada pela Ticket)
- 16 de dezembro de 1985 - Criação do vale-transporte, pela Lei 7.418.[7]
- 1990 - Lançamento do Ticket Combustível.[8]
- 1991 - Lançamento do Ticket Alimentação.[9]
- 1993 - Lançamento do Ticket Transporte.
- 1998 - Ticket Combustível evolui para Ticket Car.
- 2004 - Lançamento do Ticket Restaurante Eletrônico e do Ticket Express.[10]
- Novembro de 2007 - Ticket Restaurante passa a ser produzido em papel de segurança reciclado.[11]
- Dezembro de 2007 - Realização da primeira Semana Ticket e Cultura.[12]
- 2010 - Cisão das operações Hotelaria e Serviços do Grupo Accor. A Accor Serviços passa a ser chamar Edenred.
- 2011 - Ticket Frete é homologado pela ANTT (Agência Nacional de Transportes Terrestres) e lançado como solução para o mercado de fretes rodoviários. [13]
- 27 de dezembro de 2012 - Criação do Programa de Cultura do Trabalhador, Lei 12.761, instituindo o vale-cultura.
- 2012 - Início do Programa Avante, uma iniciativa Ticket.[14]
- 2013 - Lançamento do Ticket Cultura.[15]
- Março de 2015 - Ticket adota Sistema de Inteligência artificial para atendimento virtual, “EVA” (Edenred Virtual Assistant).
- 30 de Julho de 2015 - Parceria entre Ticket e Mercedes-Benz resulta no lançamento do MercedesServiceCard, cartão de consumo de combustíveis, peças e serviços para frotistas de caminhões, ônibus e veículos comerciais leves.[16]

## Produtos
Os produtos e serviços da Ticket são voltados para o segmento de benefícios ao trabalhador e gestão de despesas. Eles são: Ticket Restaurante, Ticket Alimentação, Ticket Transporte, Ticket Car, Ticket Cultura, Cartão RH e soluções pré-pagas.
Tanto o Ticket Restaurante como o Ticket Alimentação são produtos ligados ao Programa de Alimentação do Trabalhador. O objetivo de ambos é garantir uma alimentação de qualidade ao trabalhador brasileiro. O primeiro é voltado para refeições prontas e o segundo para alimentos in natura.
O Ticket Transporte também está ligado a um projeto do governo, o vale-transporte, criado pela Lei n° 7.418. A sua finalidade é cuidar das etapas do processo de gestão do vale-transporte. 

### Ticket Restaurante
Ticket Restaurante é um cartão pré-pago e sem natureza salarial. Ele é aceito em restaurantes, bares ou outros estabelecimentos que oferecem refeições.
No Brasil, o Ticket Restaurante foi lançado em 1976, no mesmo ano da criação do PAT – Programa de Alimentação do Trabalhador. Com ele, a Ticket foi a primeira empresa a lançar um voucher voltado para os benefícios ao trabalhador no Brasil. Foi também o primeiro benefício-alimentação a utilizar a versão cartão magnético.

### Ticket Alimentação
Ticket Alimentação é um cartão pré-pago e sem natureza salarial, voltado para a compra de alimentos in natura. É aceito em supermercados, padarias, açougues e outros. O Ticket Alimentação também começou como um voucher em papel. Em 1999, ele ganhou sua versão eletrônica.
Com o passar do tempo, o Ticket Alimentação ganhou algumas variações para serem distribuídas em ocasiões especiais, como o Ticket Alimentação de Natal (1999), diferente da cesta básica, ele pode escolher os itens que vão compor a ceia do beneficiado, e o Ticket Alimentação Seguros (2010), destinado às seguradoras que fazem indenizações de sinistros com cestas básicas.

### Ticket Transporte
Ticket Transporte foi o primeiro serviço empresarial a oferecer uma atividade de gestão, logística e distribuição do vale-transporte em todo o Brasil.
O vale-transporte, assegurado pela Lei n° 7.418, de 16 de dezembro de 1985, instituiu que o empregador antecipará ao empregado para utilização efetiva em despesas de deslocamento residência-trabalho e vice-versa, através do sistema de transporte coletivo público, urbano ou intermunicipal e/ou interestadual. Por mover grandes montantes, em dinheiro ou em bilhetes, a sua gestão é complexa e trabalhosa. Com o objetivo de desafogar a área de Recursos Humanos, o Ticket Transporte surgiu em 1992, oferecendo um serviço que cuida de todas as etapas do processo de gestão do vale-transporte. 

### Ticket Combustível
Em 1990, foi lançado o Ticket Combustível. Mais tarde, ele viria a se chamar Ticket Car, ganhando novos serviços e funcionalidades. Até início de 2016, o Ticket Car atendeu a 10 mil empresas-clientes e emitiu cerca de 700 mil cartões. Ao todo, foram mais de 700 mil veículos geridos, atendidos por meio de 14 mil estabelecimentos credenciados. O serviço trouxe economia média de até 20% na gestão de frotas empresariais. O Ticker Car não tem nenhum vínculo com obrigações legais.
Ticket Combustível era um cartão pré-pago, que administrava as operações de abastecimento da frota de uma empresa. Com o passar dos anos, o produto se tornou o Ticket Car, integrando os serviços de abastecimento, controle de frota (controle do tipo de combustível, capacidade do tanque, limite de utilização, hodômetro e lavagem), controle de fraudes e serviços de manutenção.

### Cartão RH
Cartão RH pode ser usado por um novo colaborador como um cartão temporário, enquanto o seu Ticket Restaurante e/ou Ticket Alimentação não chega. O produto é identificado por um número que serve para todas as operações de manutenção e controle realizadas pela internet.

### Presente Perfeito
Em parceria com a bandeira MasterCard Maestro, a Accentiv´ Mimética lança, em maio de 2009, o Presente Perfeito, um cartão pré-pago e recarregável, com a finalidade de apoiar ações de relacionamento, incentivo e recompensa. Com o cartão, a empresa oferece ao premiado, a oportunidade de escolher o que comprar e ganhar como prêmio. Em 2016, Presente Perfeito passa a pertencer à linha de produtos Ticket, empresa do mesmo grupo da Accentiv’ Mimética.
O cartão Presente Perfeito é aceito em todo território nacional e na rede Mastercard. Com ele, não é possível realizar saques e transferências.

### Ticket Cultura
Lançado em 2013, o Ticket Cultura é um cartão pré-pago que disponibiliza ao empregado 50 reais, mensalmente, para gastos voltados à cultura. O Ticket Cultura pode ser utilizado para a compra de ingressos em cinemas, teatros e museus, e para aquisições de livros, CDs e DVDs, entre outros produtos culturais.
O Ticket Cultura foi o primeiro benefício de inclusão cultural destinado aos trabalhadores brasileiros, nos moldes do Programa de Cultura do Trabalhador, Lei 12.761, sancionada pela presidente Dilma Rousseff em 27 de dezembro de 2012. O programa instituiu o vale-cultura. 
As empresas cadastradas no Programa de Cultura do Trabalhador recebem um incentivo fiscal do governo, podendo deduzir o valor usado com o Vale-Cultura do imposto sobre a renda.
O vale-cultura tem dois grandes objetivos: favorecer o acesso à cultura e incentivar as cadeias produtivas envolvidas. A previsão é que, com o vale-cultura, o mercado cultural cresça de forma acelerada nos próximos anos, com geração de demandas, formalização dos estabelecimentos culturais, geração de empregos e o surgimento de novos empreendedores culturais. O cartão tem um mercado potencial de 37 milhões de usuários.

### Evolução dos processos
Os produtos Ticket passaram por mudanças com o tempo. No inicio, antes de serem cartões eletrônicos, o tíquete era um voucher, impresso em papel. O seu sistema de segurança era a linha CMC-7 – Caracteres Magnéticos Codificados em Sete Barras, também chamado de “banda magnética”. Tratava-se de um padrão de código de barras que trazia uma sequência numérica na parte inferior do voucher.
Ao longo do tempo, os itens de segurança foram cada vez mais aperfeiçoados. Em 1990, os tíquetes passaram a utilizar tinta especial e marca d'água. Em 1996, a empresa migrou o sistema de reembolso tradicional dos estabelecimentos credenciados para a solução de cartões com chip, chamada Systeme Tec. Durante a conferência dos vouchers, o dono do estabelecimento usava o cartão e o valor era creditado na hora na conta especifica.
Embora a versão do Ticket em cartão eletrônico seja mais prático e seguro, algumas regiões do país ainda utilizam a sua versão em papel, por conta de hábitos culturais. Para garantir a segurança do produto, a Ticket lançou um novo modelo do Ticket Restaurante, produzido em papel de segurança reciclado. Com a utilização do voucher reciclado, são poupadas aproximadamente 4.080 árvores por ano.

### EVA - Edenred Virtual Assistant
Em 2015, a Ticket passou a adotar um novo serviço virtual de atendimento ao cliente, um sistema de inteligência artificial chamado EVA – Edenred Virtual Assistant. Com a assistente virtual EVA, os cliente podem consultar dados sobre a remissão do seu cartão, a rede credenciada, projetos Ticket, entre outros. O seu conhecimento é alimentado com base nas perguntas feitas pelo usuário, de modo que à medida que EVA for utilizada, seu conhecimento se expandirá. Até fevereiro de 2016, a EVA respondeu 1,8 milhões de perguntas e resolveu, diretamente, 32% dessas questões.

## Projetos: Social e Cultural

### Programa Avante
O Programa Avante busca promover um estilo de vida saudável para os trabalhadores brasileiros, trazendo recomendações atuais de alimentação, saúde e bem-estar. O programa teve inicio em 2012 e foi iniciativa da Ticket. O seu objetivo é melhorar as condições nutricionais e de qualidade de vida do trabalhador, aumentar a integração entre a empresa e os colaboradores, favorecendo o aumento da produtividade e criar ações mais abrangentes com os parceiros Ticket. Com o Programa Avante, a Ticket também quer reforçar o seu papel de apoio ao Programa de Alimentação ao Trabalhador. 

### Semana Ticket Cultura
Criado em 2007, a Semana Ticket Cultura oferece em novembro, mês que é comemorado o dia da Cultura, atrações de circo, cinema, teatro, música, artes visuais e incentivos à leitura. Há shows, filmes e atividades para crianças. A maioria parte das atrações ocorre ao ar livre. A entrada é gratuita.
Na primeira edição foram realizadas pouco mais de 50 atividades. O evento teve pontos de exibição de filmes, sendo oito em CEUs, no MAM e na Pinacoteca. Já em 2015, a 9° edição da Semana Ticket Cultura, contou com cerca de 300 atividades, como teatro e contadores de história em bibliotecas (Monteiro Lobato, São Paulo e Villa-Lobos), esportes em 17 CEUs, cinema, intervenções em artes visuais, Circo Zanni no Memorial, quatro shows musicais no Auditório Ibirapuera e Praça Victor Civita e patrocinou eventos especiais como o SlowMovie no CCSP e SlowKids no Parque Villa Lobos. A 9° edição incluiu também cursos de dança e música do Instituto Brincante, para coordenadores de cultura e educação e professores.

## Faturamento
O grupo Edenred, do qual a Ticket faz parte, tem a América Latina como um dos seus principais mercados. Em 2015, o volume de emissões de cartões na região subiu 12,4%, por volta de 68 bilhões de euros. A América Latina respondeu por 48% das emissões total da empresa. O Brasil contribuiu com 36% dos 12,6 bilhões de euros em vale-refeição emitidos pela Edenred nos primeiros nove meses de 2015, superando México e França. Mesmo com a crise econômica e política em que o país se encontrava, a Edenred teve um crescimento de 8,5% nas suas vendas em 2015.
No Brasil, a Ticket tem abrangência nacional e atende a 70 mil empresas-clientes e mais de 5 milhões de usuários, com 4,3 milhões de cartões eletrônicos em operação aceitos em uma rede de 320 mil estabelecimentos credenciados em 4,8 mil municípios brasileiros.

## Prêmios
Ticket é uma empresa premiada e reconhecida no mercado, principalmente, no segmento de negócios e RH. Ela ganhou mais de 80 prêmios entre os anos de 1997 e 2015.
A empresa já ganhou diversos prêmios, como o de Melhores Empresas Para Trabalhar, no Brasil e na América Latina, e como uma das Melhores Empresas para Começar a Carreira. A empresa também foi reconhecida, quatro vezes entre os anos de 2008 e 2015, como uma das melhores empresas na gestão de pessoas, pelo Valor Carreira.
Na categoria Beneficio Refeição, a Ticket ganhou 16 vezes o prêmio Top of Mind de RH, promovido pela Fênix Editora, que tem como objetivo identificar e reconhecer as empresas mais lembradas pela comunidade profissional de Recursos Humanos.
A Ticket, em 2015, foi vencedora na categoria Ouro na Especialidade Digital/Mobile do Prêmio ABEMD, com o projeto Solução da Usabilidade Ticket. O projeto vencedor tinha o objetivo de otimizar o fluxo de navegação e atendimento ao público, facilitando o uso do portal Ticket. No mesmo ano, a Ticket também ganhou bronze no Prêmio ABT com o case “Solução de Usabilidade Ticket” na categoria Inovação Tecnologia. 

### Lista de prêmios
- 1997 - Top of Mind Estadão de RH na categoria Benefício Refeição [29]
- 1997 - Valor 1000
- 1997 - Great Place to Work (GPTW) – Melhores Empresas para Trabalhar – Brasil
- 1998 - Top of Mind Estadão de RH na categoria Benefício Refeição [29]
- 1998 - Valor 1000
- 1988 - Great Place to Work (GPTW) – Melhores Empresas para Trabalhar – Brasil
- 1999 - Top of Mind Estadão de RH na categoria Benefício Refeição [29]
- 1999 - Valor 1000
- 1999 - Great Place to Work (GPTW) – Melhores Empresas para Trabalhar – Brasil
- 2000 - Top of Mind Estadão de RH na categoria Benefício Refeição [29]
- 2000 - Valor 1000
- 2000 - Great Place to Work (GPTW) – Melhores Empresas para Trabalhar – Brasil
- 2001 - Top of Mind Estadão de RH na categoria Benefício Refeição [29]
- 2001 - Valor 1000
- 2001 - Great Place to Work (GPTW) – Melhores Empresas para Trabalhar – Brasil
- 2002 - Top of Mind Estadão de RH na categoria Benefício Refeição [29]
- 2002 - Valor 1000
- 2002 - Great Place to Work (GPTW) – Melhores Empresas para Trabalhar – Brasil
- 2003 - Top of Mind Estadão de RH na categoria Benefício Refeição [29]
- 2003 - Valor 1000
- 2004 - Great Place to Work (GPTW) – Melhores Empresas para Trabalhar – Brasil
- 2005 - Great Place to Work (GPTW) – Melhores Empresas para Trabalhar – Brasil
- 2006 - Top of Mind Estadão de RH na categoria Benefício Refeição [29]
- 2006 - Valor 1000
- 2006 - Great Place to Work (GPTW) – Melhores Empresas para Trabalhar – Brasil
- 2007 - Top of Mind Estadão de RH na categoria Benefício Refeição [29]
- 2007 - Valor 1000
- 2007 - Great Place to Work (GPTW) – Melhores Empresas para Trabalhar – Brasil
- 2008 - Top of Mind Estadão de RH na categoria Benefício Refeição [29]
- 2008 - Valor 1000
- 2008 - Valor Carreira – As Melhores na Gestão de Pessoas
- 2008 - Great Place to Work (GPTW) – Melhores Empresas para Trabalhar – Brasil
- 2009 - Guia VOCÊ S/A – Melhores Empresas para Trabalhar
- 2009 - As Melhores da IstoÉ Dinheiro no segmento de Serviços Especializados
- 2009 - Fornecedores de Confiança
- 2009 - Top of Mind Estadão de RH na categoria Benefício Refeição [29]
- 2009 - Valor 1000
- 2009 - Valor Carreira – As Melhores na Gestão de Pessoas
- 2009 - Great Place to Work (GPTW) – Melhores Empresas para Trabalhar – Brasil
- 2010 - Guia VOCÊ S/A – Melhores Empresas para Trabalhar
- 2010 - As Melhores da IstoÉ Dinheiro no segmento de Serviços Especializados
- 2010 - Fornecedores de Confiança
- 2010 - Top of Mind de RH na categoria Benefício Refeição [29]
- 2010 - Valor 1000
- 2010 - Great Place to Work (GPTW) – Melhores Empresas para Trabalhar – Brasil
- 2011 - Guia VOCÊ S/A – Melhores Empresas para Trabalhar
- 2011 - As Melhores da IstoÉ Dinheiro no segmento de Serviços Especializados
- 2011 - Fornecedores de Confiança
- 2011 - Top of Mind de RH na categoria Benefício Refeição [29]
- 2011 - Valor 1000
- 2011 - Valor Carreira – As Melhores na Gestão de Pessoas
- 2011 - Great Place to Work (GPTW) – Melhores Empresas para Trabalhar – Brasil
- 2012 - Guia VOCÊ S/A – Melhores Empresas para Trabalhar
- 2012 - As Melhores da IstoÉ Dinheiro no segmento de Serviços Especializados
- 2012 - Fornecedores de Confiança
- 2012 - Melhores Empresas para Você Começar a Carreira
- 2012 - Top of Mind de RH na categoria Benefício Refeição [29]
- 2012 - Valor 1000
- 2012 - Great Place to Work (GPTW) – Melhores Empresas para Trabalhar – Brasil
- 2013 - Guia VOCÊ S/A – Melhores Empresas para Trabalhar
- 2013 - As Melhores da IstoÉ Dinheiro no segmento de Serviços Especializados
- 2013 - Fornecedores de Confiança
- 2013 - Melhores Empresas para Você Começar a Carreira
- 2013 - Top of Mind de RH na categoria Benefício Refeição [29]
- 2013 - Valor 1000 [30]
- 2013 - Prêmio Época ReclameAqui
- 2013 - Great Place to Work (GPTW) – Melhores Empresas para Trabalhar – Brasil
- 2014 - Guia VOCÊ S/A – Melhores Empresas para Trabalhar
- 2014 - Great Place to Work (GPTW) – Melhores Empresas para Trabalhar na América Latina
- 2014 - As Melhores da IstoÉ Dinheiro no segmento de Serviços Especializados
- 2014 - Fornecedores de Confiança
- 2014 - Melhores Empresas para Você Começar a Carreira
- 2014 - Top of Mind de RH na categoria Benefício Refeição [29]
- 2014 - Prêmio Época ReclameAqui
- 2014 - Maiores e Melhores do Transporte
- 2014 - Great Place to Work (GPTW) – Melhores Empresas para Trabalhar – Brasil
- 2015 - Guia VOCÊ S/A – Melhores Empresas para Trabalhar
- 2015 - Great Place to Work (GPTW) – Melhores Empresas para Trabalhar na América Latina
- 2015 - As Melhores da IstoÉ Dinheiro no segmento de Serviços Especializados
- 2015 - Fornecedores de Confiança
- 2015 - Melhores Empresas para Você Começar a Carreira
- 2015 - Valor 1000
- 2015 - Valor Carreira – As Melhores na Gestão de Pessoas
- 2015 - Great Place to Work (GPTW) – Melhores Empresas para Trabalhar – Barueri e Região
- 2015 - Great Place to Work (GPTW) – Melhores Empresas para Trabalhar - Brasil
- 2015 - Prêmio ABEMD
- 2016 - Uma das 100 melhores empresas em cidadania corporativa, pelo Grupo Gestão RH.